# Long Load
Long Load är en ort och civil parish i Storbritannien.   Den ligger i grevskapet Somerset och riksdelen England, i den södra delen av landet, 190 km väster om huvudstaden London. Long Load ligger 17 meter över havet och antalet invånare är 332.
Terrängen runt Long Load är platt. Runt Long Load är det ganska tätbefolkat, med 160 invånare per kvadratkilometer. Närmaste större samhälle är Yeovil, 11,6 km sydost om Long Load. Trakten runt Long Load består till största delen av jordbruksmark.